# St. Apollinaris und Agatha (Scheven)

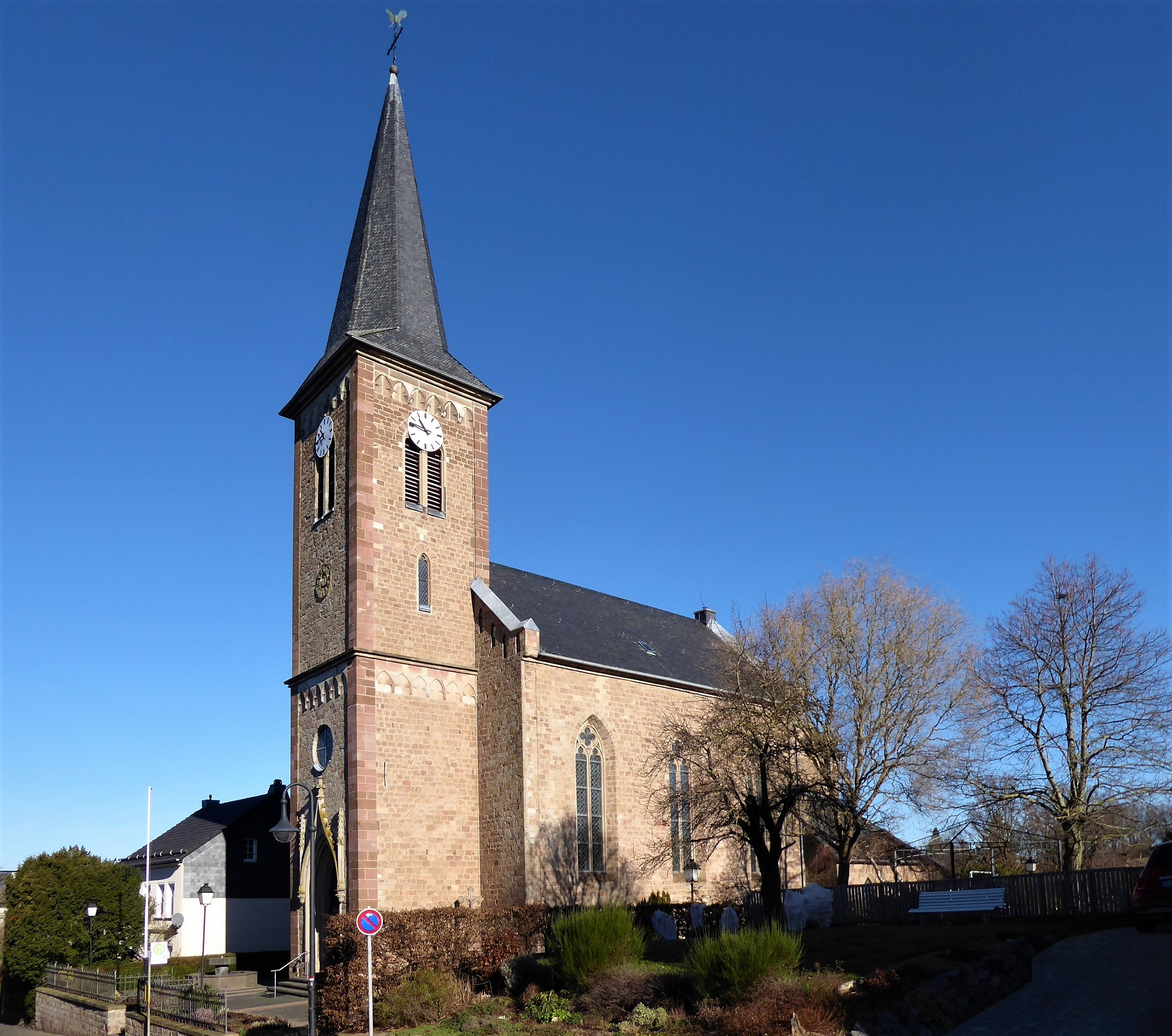
St. Apollinaris und Agatha

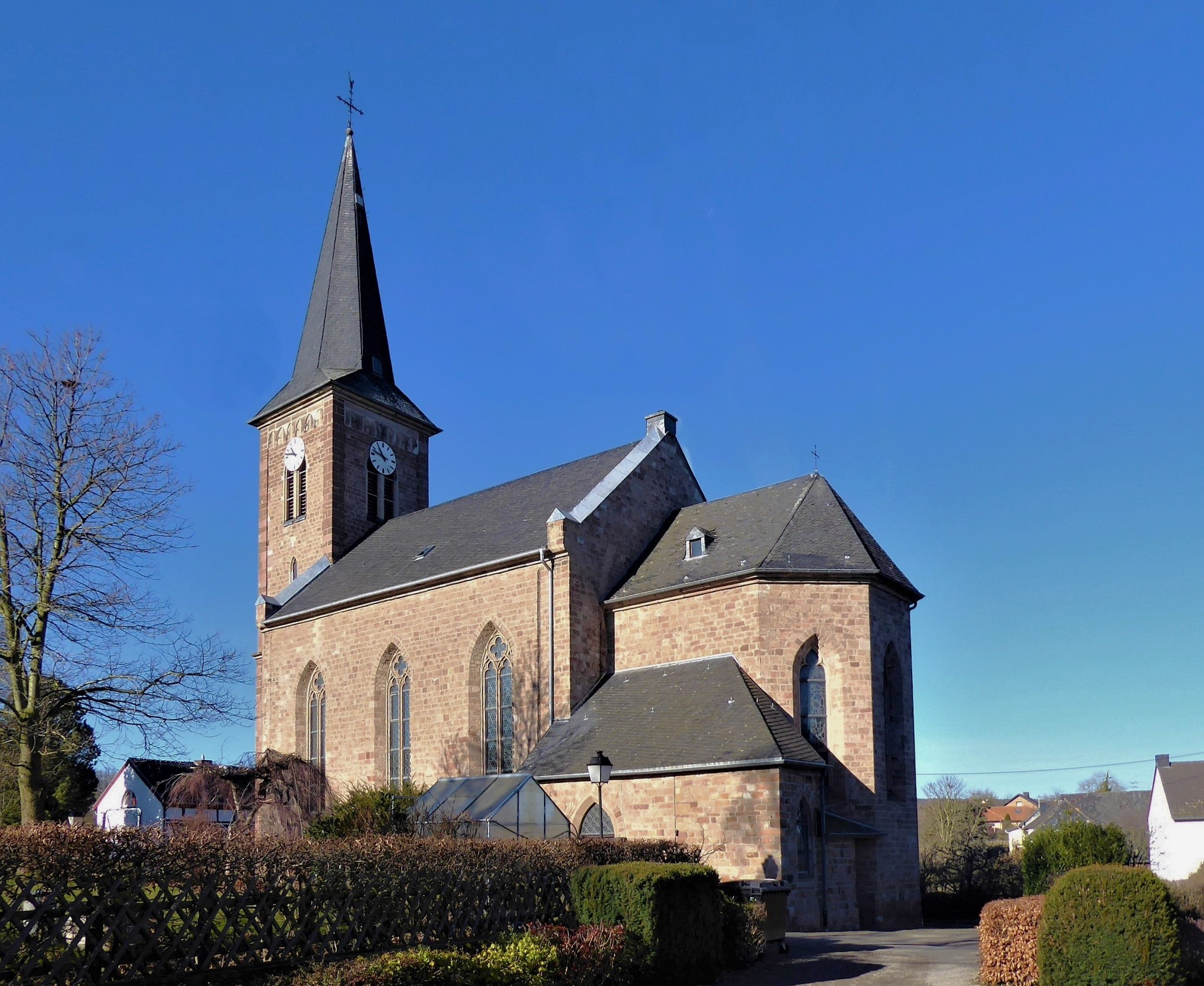
Blick zum Chor

St. Apollinaris und Agatha ist eine römisch-katholische Filialkirche in Scheven, einem Ortsteil von Kall im Kreis Euskirchen in Nordrhein-Westfalen. Die Kirche gehört zur Pfarrei St. Antonius Dottel-Scheven, deren Pfarrkirche St. Antonius ist, und bildet heute mit mehreren anderen Pfarreien die Gemeinschaft der Gemeinden Hl. Hermann-Josef Steinfeld im Bistum Aachen.

## Geschichte
1857 beschlossen die Einwohner Schevens, aus eigenen Mitteln eine Kirche im Ort zu errichten. Noch im selben Jahr erfolgte die Grundsteinlegung. Als Patrone der Kirche wurden die Heiligen Apollinaris von Ravenna und Agatha von Catania gewählt. Die Fertigstellung erfolgte 1861 als einschiffige neugotische Kirche mit vorgesetztem Westturm und dreiseitig geschlossenem Chor. Der erste Gottesdienst wurde am 17. Oktober 1861 gehalten.